# Stora Alspångegöl
Stora Alspångegöl är en sjö i Västerviks kommun i Småland och ingår i Botorpsströmmens huvudavrinningsområde.